# Sebastian Przybysz
Sebastian Przybysz (ur. 28 lipca 1993 w Gdańsku) – polski zawodnik mieszanych sztuk walki (MMA). Od 2025 roku międzynarodowy mistrz KSW w wadze koguciej oraz były w latach 2021-2022. W przeszłości toczył pojedynki m.in. dla ACB, Slava Republic czy lokalnej białogardzkiej federacji Runda.

## Kariera MMA

### Wczesna kariera
Amatorsko stoczył jeden wygrany pojedynek na punkty z Dawidem Romańskim podczas gali Runda 5 w Białogardzie.
W zawodowym MMA zadebiutował 30 kwietnia 2016 podczas gali Slava Republic 1, odbywającej się na wsi Bojano. Pojedynek zwyciężył przez TKO w pierwszej rundzie, nokautując uderzeniami w parterze Kamila Mosgalika.
Drugi pojedynek stoczył podczas gali Runda 6 w Białogardzie, jego rywalem został Piotr Kamiński, którego wypunktował na przestrzeni trzech rund.
1 lipca 2017 zadebiutował w rosyjskiej federacji Absolute Championship Berkut, tocząc tam jeden przegrany pojedynek z Jakubem Wikłaczem podczas ACB 63.
11 listopada 2017 powrócił zwycięsko do białogardzkiej federacji Runda, gdzie poddał Rosjanina o Polskich korzeniach, Islama Majrasułtanowa duszeniem trójkątnym rękoma w drugiej rundzie.

### KSW
W 2018 dołączył do największej polskiej federacji Konfrontacji Sztuk Walki wraz z Dawidem Gralką. Zawodnicy zadebiutowali na gali KSW 44: The Game, jednak to Przybysz wygrał swój pojedynek przez nokaut w pierwszej rundzie.
1 grudnia 2018 podczas gali KSW 46 w Gliwicach podjął Chorwackiego „Killera" Antuna Račicia, pojedynek przegrał jednogłośnie na punkty, dzięki dobrym sprowadzeniom doświadczonego Chorwata.
Na gali KSW 48 w Lublinie, która odbyła się 27 kwietnia 2019 znokautował bardziej doświadczonego od siebie Rumuna, Bogdana Barbu w pierwszej rundzie pojedynku.
9 listopada 2019 podczas gali KSW 51 odbywającej się w Zagrzebiu, stoczył trzy rundowy, zacięty pojedynek z doświadczonym Słoweńcem, Lemmym Krušičem. Pojedynek zwyciężył jednogłośnie na punkty. Po gali w Chorwacji obaj zawodnicy zostali nagrodzeni bonusem finansowym za najlepszą walkę gali.
11 lipca 2020 na gali KSW 53: Reborn znokautował w trzeciej rundzie ciosami na korpus w parterze Jakuba Wikłacza, tym samym udanie zrewanżował się rywalowi za porażkę z 3 lat. Przybysz za swój widowiskowy nokaut został nagrodzony bonusem pieniężnym w kategorii nokaut wieczoru.

#### Mistrz wagi koguciej
21 marca 2021 podczas KSW 59: Fight Code stoczył rewanżowy pojedynek z mistrzem Antunem Račiciem, tym razem ten pojedynek toczył się o pas Chorwata w wadze koguciej. Batalia trwała pełny dystans, a nowym mistrzem po pięciu rundach został Sebastian Przybysz, który pokonał rywala jednogłośnie na punkty.  22 marca federacja KSW postanowiła nagrodzić obu zawodników podwójnym bonusem finansowym za najlepszą walkę wieczoru.
23 października 2021 w głównej walce wieczoru podczas gali KSW 64 ponownie w Łodzi, przystąpił do pierwszej obrony pasa mistrzowskiego wagi koguciej, w zestawieniu z Bruno Augusto dos Santosem. Walkę zwyciężył w trzeciej rundzie, poddając Brazylijczyka odwrotnym duszeniem trójkątnym nogami. Trzy dni później organizacja rozdała bonusy finansowe, w tym nagrodziła Przybysza za najlepsze poddanie z tej gali. 19 lutego 2022 w warszawskim hotelu Marriott, odbyła się uroczystość wręczenia Heraklesów – najważniejszych nagród w polskim MMA z roku 2021, gdzie poddanie Przybysza na rywalu zostało nagrodzone statuetką w kategorii „Poddanie roku".
23 kwietnia 2022 podczas KSW 69 po raz drugi obronił pas mistrzowski w wadze koguciej, początkowo miał zmierzyć się tam z Gruzinem, Zuriko Jojuą, jednak ten doznał kontuzji żeber. Nowym rywalem Sebicia został bardziej doświadczony Brazylijczyk, Werlleson Martins. Walkę w finałowej rundzie zwyciężył przez poddanie rywala duszeniem zza pleców. Pojedynek nagrodzono bonusem za walkę wieczoru, a sam Przybysz otrzymał ponadto bonus za poddanie wieczoru.
We wrześniu 2022 roku wraz z mistrzem KSW wagi lekkiej, Marianem Ziółkowskim rozpoczął treningi na Florydzie, na macie znanego klubu Kill Cliff FC.
W drugiej walce wieczoru gali XTB KSW 77: Khalidov vs. Pudzianowski, która rozegrała się 17 grudnia 2022 roku w Gliwicach, doszło do trylogii o pas mistrzowski wagi koguciej, pomiędzy Przybyszem a Jakubem Wikłaczem. Pojedynek ten potrwał pełen pięcio-rundowy dystans, po którym to werdyktem niejednogłośnym (47-48, 49-46, 48-46) zwyciężył Jakub Wikłacz, odbierając tytuł Sebiciowi. Pojedynek nagrodzono bonusem za najlepszą walkę wieczoru. 

#### Dalsze walki
13 maja 2023 na gali KSW 82: Hooi vs. Grzebyk, która odbyła się w studiu telewizyjnym ATM w Warszawie zmierzył się z jednym z najbardziej doświadczonych czeskich zawodników, Filipem Mackiem. Zwyciężył przez techniczny nokaut pod koniec ostatniej rundy, kiedy to zasypał Czecha gradem uderzeń, zmuszając sędziego do przerwania walki. 
Kolejną walkę stoczył ponad dwa miesiące później, 15 lipca 2023 podczas gali KSW 84: De Fries vs. Bajor. Jego przeciwnikiem był mistrz wagi koguciej niemieckiej organizacji We Love MMA – Islam Djabrailov. Wygrał w trzeciej rundzie przez poddanie, dusząc do nieprzytomności swojego rywala tzw. gilotyną.
Podczas walki wieczoru gali KSW 86, która odbyła się 16 września 2023 we wrocławskiej Hali „Orbita” zawalczył ponownie o pas mistrza KSW. Jego rywalem po raz czwarty został Jakub Wikłacz. Walka zakończyła się niespodziewanym scenariuszem pod koniec czwartej rundy, podczas której to Wikłacz kopnął będącego w parterze Przybysza nielegalnym kopnięciem tzw. soccer kickiem. Od razu po tej akcji sędzia ringowy zatrzymał to starcie i zawiadomił cutmana do klatki, który w rozmowie z Przybyszem stwierdził jego niezdolność do kontynuowania walki. Następnie sędzia Marc Goddard także uznał, że kopnięcie wyprowadzone przez Wikłacza było nieintencjonalne, jednak musiał mu odjąć -2 punkty, zaś pozostali sędziowie po zliczeniu punktów zawodników wypunktowali pojedynek trzykrotnie w stosunku 37 do 37, co dało remis jednogłośny przez drogę technicznej decyzji. W związku z zaistniałą sytuacją pas mistrzowski utrzymał się u Jakuba Wikłacza. Po walce sztab Przybysza złożył protest, który został jednak odrzucony przez KSW. 
7 czerwca 2024 na KSW 95 w Olsztynie po raz piąty stoczył walkę z Jakubem Wikłaczem. W drugiej rundzie został technicznie poddany przez rywala duszeniem gilotynowym, które doprowadziło do utraty przytomności. Przybysz oraz Wikłacz zostali wyróżnieni przez organizację KSW bonusem w kategorii walka wieczoru. 

#### Ponowne zdobycie pasa
Po opuszczeniu KSW przez dotychczasowego mistrza, Jakuba Wikłacza, Przybysz 25 stycznia 2025 podczas XTB KSW 102 w Radomiu, zawalczył po raz kolejny o pas mistrzowski wagi koguciej. Jego przeciwnikiem był Brazylijczyk Bruno Azevedo, sklasyfikowany na 2. miejscu w rankingu. Przybysz do tej walki przygotowywał się w klubie WCA Fight Team, do którego dołączył w styczniu 2025 roku. Po 25 minutowej batalii zwyciężył jednogłośnie na kartach punktowych, tym zostając po raz drugi mistrzem KSW w wadze koguciej.
Podczas gali XTB KSW 107, która odbyła się 14 czerwca 2025 w gdańsko-sopockiej Ergo Arenie, jego przeciwnikiem był Marcello Morelli. W trzeciej rundzie poddał rywala duszeniem zza pleców, broniąc tytułu wagi koguciej. Przybysz po raz szósty został wyróżniony przez organizację bonusem za walkę wieczoru.

## Walka w boksie
2 czerwca 2021 na charytatywnej gali Collins Charity Fight Night w Champions Sports Bar warszawskiego hotelu Marriott, zmierzył się w pokazowej bokserskiej walce z youtuberem, Szymonem „Taxi Złotówą" Wrześniem. Pojedynek po trzech rundach został uznany za remisowy.

## Osiągnięcia i nagrody

### Brazylijskie jiu-jitsu
- 11.05.2013: Puchar Polski Północnej BJJ – I miejsce kat. -65,9 kg, Gdynia[53]

### Mieszane sztuki walki
- Amatorskie
  - 17.11.2012: Mistrzostwa Pomorza Amatorskiego MMA – I miejsce kat. Ograniczona Formuła -62 kg, Puck
  - 16.12.2012: Mistrzostwa Polski Amatorskiego MMA – I miejsce kat. Młodzieżowiec -62 kg, Toruń
  - 12.05.2013: Puchar Polski Północnej Amatorskiego MMA – I miejsce kat. Full Contact -62 kg, Gdynia
  - 2.06.2013: Puchar Polski Amatorskiego MMA – I miejsce kat. Full Contact -62 kg, Elbląg
  - 19.10.2013: 4 Amatorski Puchar KSW – II miejsce kat. Full Contact -62 kg, Warszawa[54]
  - 16.11.2013: 4 Turniej Panteon Mistrzów – I miejsce kat. Full Contact -64 kg, Poznań
- Zawodowe
  - Konfrontacja Sztuk Walki
    - Bonus za walkę wieczoru (sześć razy) vs. Lemmy Krušič (2019)[55], Antun Račić - podwójny bonus (2021)[56], Werlleson Martins (2022)[30], Jakub Wikłacz (2022)[57], Jakub Wikłacz (2024)[58], Marcello Morelli (2025)[50]
    - Bonus za nokaut wieczoru (raz) vs. Jakub Wikłacz (2020)[59]
    - Bonus za poddanie wieczoru (dwa razy) vs. Bruno Augusto dos Santos (2021)[24], Werlleson Martins (2022)[30]
    - 2021-2022: mistrz KSW w wadze koguciej[3][4]
    - 2025: mistrz KSW w wadze koguciej[2]

  - Herakles
    - 2022: Herakles w kategorii „walka roku" z 2021 gali KSW 59[25]
    - 2022: Herakles w kategorii „poddanie roku" (odwrotny trójkąt) z 2021 gali KSW 64[25]

## Lista walk w MMA

### Zawodowe
| Wynik     | Bilans | Przeciwnik (bilans przed walką) | Rozstrzygnięcie                               | Runda | Czas | Rozgrywki                             | Data       | Miejsce        | Uwagi |
| --------- | ------ | ------------------------------- | --------------------------------------------- | ----- | ---- | ------------------------------------- | ---------- | -------------- | --- |
| Wygrana   | 14-4-1 | Marcello Morelli (6-3)          | Poddanie (duszenie zza pleców)                | 3     | 4:30 | XTB KSW 107: De Fries vs. Wrzosek     | 14.06.2025 | Gdańsk / Sopot | Obronił pas mistrzowski KSW w wadze koguciej. Bonus za walkę wieczoru. Co-Main Event                                                  |
| Wygrana   | 13-4-1 | Bruno Azevedo (21-4)            | Decyzja (jednogłośna)                         | 5     | 5:00 | XTB KSW 102: Przybysz vs. Azevedo     | 25.01.2025 | Radom          | Zdobył wakujący pas mistrzowski KSW w wadze koguciej. Main Event                                                                      |
| Przegrana | 12-4-1 | Jakub Wikłacz (14-3-2)          | Techniczne poddanie (duszenie gilotynowe)     | 2     | 3:15 | KSW 95: Wikłacz vs. Przybysz 5        | 07.06.2024 | Olsztyn        | Pojedynek o pas mistrzowski KSW w wadze koguciej. Bonus za walkę wieczoru. Main Event                                                 |
| Remis     | 12-3-1 | Jakub Wikłacz (14-3-1)          | Techniczna decyzja (jednogłośny remis)        | 4     | 4:16 | KSW 86: Wikłacz vs. Przybysz 4        | 16.09.2023 | Wrocław        | Pojedynek o pas mistrzowski KSW w wadze koguciej. Main Event                                                                          |
| Wygrana   | 12-3   | Islam Djabrailov (9-4)          | Techniczne poddanie (duszenie gilotynowe)     | 3     | 1:21 | KSW 84: De Fries vs. Bajor            | 15.07.2023 | Gdynia         | Co-Main Event |
| Wygrana   | 11-3   | Filip Macek (27-17-1)           | TKO (ciosy pięściami w parterze z krucyfiksu) | 3     | 4:51 | KSW 82: Hooi vs. Grzebyk              | 13.05.2023 | Warszawa       | Co-Main Event |
| Przegrana | 10-3   | Jakub Wikłacz (13-3-1)          | Decyzja (niejednogłośna)                      | 5     | 5:00 | XTB KSW 77: Khalidov vs. Pudzianowski | 17.12.2022 | Gliwice        | Stracił pas mistrzowski KSW w wadze koguciej. Bonus za walkę wieczoru. Co-Main Event                                                  |
| Wygrana   | 10-2   | Werlleson Martins (16-4)        | Poddanie (duszenie zza pleców)                | 5     | 2:07 | KSW 69: Przybysz vs. Martins          | 23.04.2022 | Warszawa       | Obronił pas mistrzowski KSW w wadze koguciej. Bonus za poddanie i walkę wieczoru. Main Event                                          |
| Wygrana   | 9-2    | Bruno Augusto dos Santos (10-2) | Poddanie (odwrotne duszenie trójkątne nogami) | 3     | 4:20 | KSW 64: Przybysz vs. Santos           | 23.10.2021 | Łódź           | Obronił pas mistrzowski KSW w wadze koguciej. Bonus za poddanie wieczoru. Main Event. Herakles w kategorii poddanie roku z 2021.      |
| Wygrana   | 8-2    | Antun Račić (25-8-1)            | Decyzja (jednogłośna)                         | 5     | 5:00 | KSW 59: Fight Code                    | 20.03.2021 | Łódź           | Zdobył pas mistrzowski KSW w wadze koguciej. Podwójny bonus za walkę wieczoru. Co-Main Event. Herakles w kategorii walka roku z 2021. |
| Wygrana   | 7-2    | Jakub Wikłacz (10-2-1)          | TKO (ciosy na korpus w parterze)              | 3     | 1:18 | KSW 53: Reborn                        | 11.07.2020 | Warszawa       | Eliminator do walki o pas mistrzowski KSW w wadze koguciej. Bonus za nokaut wieczoru                                                  |
| Wygrana   | 6-2    | Lemmy Krušič (20-6)             | Decyzja (jednogłośna)                         | 3     | 5:00 | KSW 51: Croatia                       | 09.11.2019 | Zagrzeb        | Bonus za walkę wieczoru. |
| Wygrana   | 5-2    | Bogdan Barbu (15-9)             | TKO (cios podbródkowy i uderzenia w parterze) | 1     | 4:00 | KSW 48: Szymański vs. Parnasse        | 27.04.2019 | Lublin         | |
| Przegrana | 4-2    | Antun Račić (21-8-1)            | Decyzja (jednogłośna)                         | 3     | 5:00 | KSW 46: Narkun vs. Khalidov 2         | 01.12.2018 | Gliwice        | |
| Wygrana   | 4-1    | Dawid Gralka (6-1)              | KO (lewy prosty)                              | 1     | 1:48 | KSW 44: The Game                      | 09.06.2018 | Gdańsk/Sopot   | Debiut w KSW. |
| Wygrana   | 3-1    | Islam Majrasułtanow (2-0)       | Poddanie (duszenie trójkątne rękoma)          | 2     | 4:18 | Runda 7: Łazarz vs. Kowalski          | 11.11.2017 | Białogard      | |
| Przegrana | 2-1    | Jakub Wikłacz (4-2-1)           | Decyzja (jednogłośna)                         | 3     | 5:00 | ACB 63                                | 01.07.2017 | Gdańsk         | Debiut w ACB. |
| Wygrana   | 2-0    | Piotr Kamiński (1-0)            | Decyzja (jednogłośna)                         | 3     | 5:00 | Runda 6: Łazarz vs. Janusz            | 05.11.2016 | Białogard      | |
| Wygrana   | 1-0    | Kamil Mosgalik (2-3)            | TKO (uderzenia w parterze)                    | 1     | ?    | Slava Republic 1: Hallmann vs. Ponet  | 30.04.2016 | Bojano         | |

### Amatorska
| Wynik   | Bilans | Przeciwnik (bilans przed walką) | Rozstrzygnięcie       | Runda | Czas | Rozgrywki                    | Data       | Miejsce   | Uwagi |
| ------- | ------ | ------------------------------- | --------------------- | ----- | ---- | ---------------------------- | ---------- | --------- | ----- |
| Wygrana | 1-0    | Dawid Romański (0-3)            | Decyzja (jednogłośna) | 3     | 3:00 | Runda 5: Lewoń vs. Skibiński | 05.12.2015 | Białogard |       |